# 应急管理部国家自然灾害防治研究院
应急管理部国家自然灾害防治研究院，是中华人民共和国应急管理部直属事业单位。由应急管理部与中国科学院共建。
该中心历史可追溯至1966年成立的地质部地震地质大队。1980年代，改为中国地震局地壳应力研究所（简称地壳所），作为中国地震局直属研究所。2019年12月31日改为现名。